# Guyancourt
Guyancourt là một xã trong vùng đô thị Paris, thuộc tỉnh Yvelines, vùng hành chính Île-de-France của nước Pháp, có dân số là 26.996 người (thời điểm 2003).

## Các thành phố kết nghĩa
- Comé, Bénin
- Linlithgow, Scotland
- Pegnitz, Đức